# 탕박
탕박(湯剝, Scalding)은 돼지, 소, 가금류를 도축하는 방법 중 하나이다. 피부를 벗기지 않고, 뜨거운 물에 통째로 넣어 모공을 확장시켜 털이 빠지도록 하는 방식이다.